# Interleucina 15
Interleucina-15 (IL-15) es una citocina con similitud estructural con la interleucina-2 (IL-2). Al igual que la IL-2, la IL-15 se une y envía señales a través de un complejo compuesto por la cadena beta del receptor de IL-2 / IL-15 (CD122) y la cadena gamma común (gamma-C, CD132). La IL-15 es secretada por fagocitos mononucleares (y algunas otras células) después de la infección por virus (s). Esta citoquina induce la proliferación de células asesinas naturales, es decir, células del sistema inmunológico innato cuya función principal es destruir las células infectadas por virus.

## Expresión
La IL-15 fue descubierta en 1994 por dos laboratorios diferentes y caracterizada como Factor de crecimiento de Células T. Junto con Interleucina 2,(IL-2), Interleucina 4 (IL-4), Interleucina 7 (IL-7), Interleucina 9 (IL-9), factor estimulante de colonias de granulocitos (G-CSF) y factor estimulante de colonias de granulocitos-macrófagos (GM-CSF), IL-15 pertenece a la familia de cuatro haces α-hélice de citocinas.
La IL-15 se expresa constitutivamente por un gran número de tipos de células y tejidos, incluidos monocitos, macrófagos, células dendríticas (DC), queratinocitos, fibroblastos, miocito y células neuronas. Como citoquina pleiotrópica, juega un papel importante en inmunidad innata y inmunidad celular.

## Gene

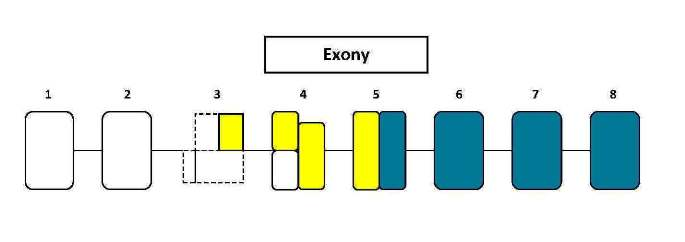
Figura 1. IL-15 es una glicoproteína de 14-15 kDa codificada por la región 34 kb del cromosma 4q31,.El gen de la IL-15 comprende nueve exones (1 - 8 y 4A) y ocho intrones, cuatro de los cuales (exones 5 a 8) codifican la proteína.

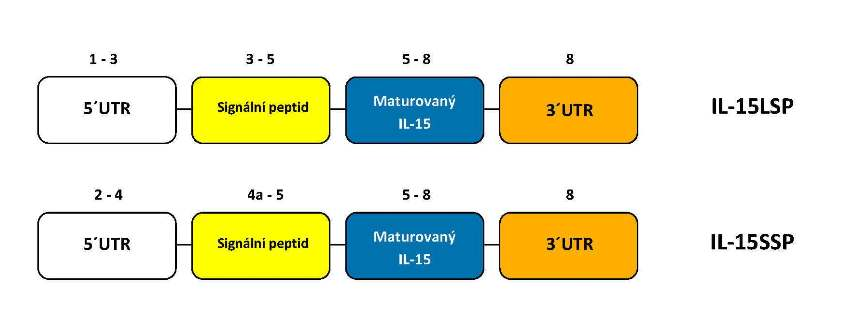
Figura 2. La isoforma identificada originalmente, con péptido señal largo de 48 aminoácidos (IL-15 LSP) consistía en una región 5 'sin trasladar (UTR) de 316 pb, una secuencia codificante de 486 pb y en el extremo C de 400 pb 3' -La región UTR. La otra isoforma (IL-15 SSP) tiene un péptido señal corto de 21 aminoácidos codificados por los exones 4A y 5. Ambas isoformas comparten 11 aminoácidos entre las secuencias señal de los péptidos principales.

IL-15 es glicoproteína de 14-15 kDa codificada por la región de 34 kb del cromosoma 4q31 en humanos, y en la región central del cromosoma 8 en ratones. La IL-15 humana gen comprende nueve exones (1 - 8 y 4A) y ocho intrones, cuatro de los cuales (exones 5 a 8) codifican la proteína madura.
Se han informado dos variantes de transcripción empalmadas alternativamente de este gen que codifica la misma proteína. La isoforma identificada originalmente, con largo péptido señal de 48 aminoácidos (IL-15 LSP) consistía en una región 5 'no traducida (UTR) de 316 pb, 486 pb codificando secuencia y la región C-terminal de 400 pb 3'-UTR. La otra isoforma (IL-15 SSP) tiene un péptido señal corto de 21 aminoácidos codificado por exones 4A y 5. Ambas isoformas compartieron 11 aminoácidos entre secuencia señal s del extremo N-terminal. Aunque ambas isoformas producen la misma proteína madura, difieren en su  tráfico celular. La isoforma IL-15 LSP se identificó en aparato de Golgi [GC], endosomas tempranos y en el retículo endoplásmico (ER). Existe en dos formas, secretada y unida a la membrana, particularmente en células dendríticas. Por otro lado, la isoforma IL-15 SSP no se secreta y parece estar restringida al citoplasma y al núcleo donde juega un papel importante en la regulación del ciclo celular.
Se ha demostrado que dos isoformas de ARNm de IL-15 se generan alternativamente mediante empalme en ratones. La isoforma que tenía un exón 5 alternativo que contenía otro sitio de empalme 3 ', exhibió una alta eficiencia de traducción, y el producto carece de hidrófobo dominios en la secuencia señal del extremo N-terminal. Esto sugiere que la proteína derivada de esta isoforma se localiza intracelularmente. La otra isoforma con el exón 5 normal, que se genera por empalme integral del exón 5 alternativo, puede liberarse extracelularmente.
Aunque IL-15 ARNm se puede encontrar en muchas células y tejidos incluyendo mastocitos, células cancerosas o fibroblastos, esta citocina es producida como una proteína madura principalmente por células dendríticas, monocitos y macrófagos. Esta discrepancia entre la apariencia amplia de ARNm de IL-15 y la producción limitada de proteína podría explicarse por la presencia de los doce codones de iniciación en humanos y cinco en ratones, que pueden reprimir traducción de IL -15 ARNm. El ARNm inactivo traduccional se almacena dentro de la célula y se puede inducir con una señal específica. La expresión de IL-15 puede ser estimulada por citocinas como GM-CSF, ARNm de doble hebra, oligonucleótidos CpG no metilados, lipopolisacárido (LPS) a través de Receptores tipo Toll (TLR), interferón gamma (IFN-γ) o después de la infección de monocitos virus del herpes, Mycobacterium tuberculosis y  Candida albicans.

## Funciones
IL-15 regula la activación y proliferación de las células T y células asesinas naturales (NK). Las señales de supervivencia que mantienen las células T de memoria en ausencia de antígeno son proporcionadas por IL-15. Esta citoquina también está implicada en el desarrollo de células NK. En los linfocitos de roedores, la IL-15 previene la apoptosis al inducir BCL2L1 / BCL-x (L), un inhibidor de la vía de la apoptosis. En humanos con enfermedad celíaca, la IL-15 suprime de manera similar la apoptosis en los linfocitos T al inducir Bcl-2 y / o Bcl-xL.
Un receptor de hematopoyetina, el receptor de IL-15, que se une a IL-15 propaga su función. Algunas subunidades del receptor de IL-15 se comparten con el receptor de una citoquina relacionada estructuralmente llamada Interleucina 2 (IL-2) que permite que ambas citocinas compitan y regulen negativamente la actividad de la otra. CD8 + número de células T de memoria está controlado por un equilibrio entre IL-15 e IL-2. Cuando la IL-15 se une a su receptor, JAK kinase, STAT3, STAT5 y STAT6 factor de transcripción se activan para provocar eventos de señalización descendentes.
La IL-15 y su subunidad de receptor alfa (IL-15Rα) también son producidas por el músculo esquelético en respuesta a diferentes dosis de ejercicio (miocina), desempeñando un papel importante en la reducción de grasa visceral (intraabdominal o intersticial) y síntesis de proteínas miofibrilares (hipertrofia).

## Enfermedades

### Virus del Epstein Bar
En seres humanos con antecedentes de mononucleosis infecciosa aguda (el síndrome asociado con la infección primaria virus de Epstein-Barr), los linfocitos que expresan IL-15R no se detectan incluso 14 años después de la infección.

### Enfermedad celiaca
Ha habido estudios recientes que sugieren que la supresión de IL-15 puede ser un tratamiento potencial para la enfermedad celíaca e incluso presenta la posibilidad de prevenir su desarrollo. En un estudio con ratones, el bloqueo de IL-15 con un anticuerpo condujo a la reversión del daño intestinal autoinmune. En otro estudio, los ratones usados pudieron comer gluten sin desarrollar síntomas.

### Enfermedad del hígado graso no alcohólico
Un informe reciente indicó que la IL-15 promueve la enfermedad del hígado graso no alcohólico.